# Quítxua de Huaylas
El quítxua de Huaylas és una varietat del quítxua parlada al Callejón de Huaylas i en el vessant occidental de la Sierra Negra. Les principals particularitats d'aquesta varietat són fonètiques. En el quítxua Ancash-Huailas es presenta un fenomen de monoptongación de les síl·labes amb semiconsonants en coda: aw sol emetre's com [o:] allargada, així mateix ai com [e:]. Per exemple, awmi es pronuncia [o:el meu], chawpi (centre) [t͡ʃo:pi] i aywan (camina) com [e:wan]. En el gramatical, Huailas manca del sufix -ski.

## Aspectes històrics, socials i culturals

### Etimologia
La denominació «qichwa» prové del quítxua clàssic QICHWA que significa vall temperada, la paraula «quítxua» prové de la forma en què els conqueridors espanyols escrivien el nom.

### Història

#### Època prehispànica

Grups ètnics de Áncash a l'arribada dels inques.

Encara que la tesi d'una relació genètica entre el quítxua i les llengües aimaranes es troba també descartada, el consens dels especialistes accepta una antiga relació de mútua influència entre les protollengües d'aquestes famílies. Part important del lèxic d'aquestes famílies és compartit i es desconeix de quin d'ambdues han provingut. D'aquesta manera, després d'un llarg període de contacte, el protoquítxua apareix a inicis del I mil·lenni en la part centro-occidental del el Perú. El protoquechua va divergir en dues branques cap al segle V, el Quítxua I inicia una nova expansió en direcció nord a través del vessant oriental fins al Callejón de Huaylas.

#### Època virregnal
Amb l'arribada dels espanyols en 1532 la situació del quítxua de Huaylas canviaria de manera significativa; d'una banda comença un desplaçament pel castellà; per l'altre, el seu ús oficialitzat per a la comunicació amb els nadius va generar l'establiment de nous assentaments; alhora es va donar la creació de documentació en escriptura llatina, amb la qual cosa s'assentava un registre fidedigne per a la seva preservació i comprensió, per la qual cosa l'idioma va continuar sent important en les comunitats quítxues sota el domini espanyol.
El quítxua de Huaylas continuava sent parlat en totes les comunitats eal Callejón de Huaylas era parlat cada vegada menys especialment a les ciutats, però el seu ús en les zones rurals es mantenia, després de la rebel·lió de Túpac Amaru II el seu ús va ser prohibit fins a la independència del Perú.

#### Època moderna
Al llarg de l'època moderna, la situació de les llengües indígenes ha augmentat en precarietat cada vegada més al Perú, i el nombre de parlants de pràcticament totes les llengües indígenes ha disminuït. A pesar que el nombre absolut de parlants de quítxua de Huaylas en realitat ha augmentat en l'últim segle, les poblacions indígenes s'han tornat cada vegada més marginades en la societat peruana. Els grans canvis en les comunitats indígenes es van donar a partir de la reforma agrària que fraccionava les terres comunals i a partir de llavors els indígenes es van veure forçats a pagar una sèrie de nous impostos i que sota la coacció d'hisendats i govern no van poder pagar creant-se els grans latifundis, la qual cosa va provocar que a poc a poc anessin perdent les seves terres, la seva identitat, la seva llengua, i fins i tot la seva llibertat.
Aquest procés va accelerar els canvis en la relació asimètrica entre les llengües indígenes i el castellà, així el quítxua de Huaylas es va veure cada vegada més influenciat i modificat; com a primera conseqüència és observable una zona d'una ràpida pèrdua de la parla i els costums pròxima a les grans ciutats, com a segona conseqüència veiem zones on la “castellanització” és més forta provocant un bilingüisme actiu, en una tercera zona es van mantenir els parlants indígenes més aïllats i van conservar més pures les seves tradicions. Les polítiques públiques tendien a l'eliminació de les llengües natives, buscant el desenvolupament i el progrés del país sota un nacionalisme peruà.
Canvis significatius es van donar almenys des de mitjan dècada de 1975, encara que les polítiques educatives al Perú es van centrar en la castellanització de les comunitats indígenes, per a ensenyar purament espanyol i descoratjar l'ús de les llengües natives, va tenir com a resultat que avui dia un bon nombre de parlants de quítxua de Huaylas estiguin en possibilitat d'escriure en espanyol però no en la seva llengua materna; Malgrat això, el quítxua de Huaylas encara és parlat per més de 300 000 persones, dels quals al voltant del 8% són monolingües.
La dècada de 1980 va veure l'aparició de canvis diametrals en les polítiques del govern peruà cap als drets indígenes i lingüístics.
Es va modificar l'alfabet quítxua per a Huaylas, es va publicar una gramàtica i un diccionari, l'Institut Lingüístic d'Estiu comença a publicar major quantitat de textos en quítxua.
En la dècada dels 2000 es va publicar un nou diccionari i cartilles per educació bilingüe i per a algunes instruccions. Actualment el quítxua de Huaylas continua sent parlat a la ciutat de Huaraz encara que en menor quantitat per l'expansió de la ràdio i la televisió en castellà.

### Situació sociolingüística del quítxua de Huaylas
La característica soci lingüística més destacada del quítxua és que en la majoria dels territoris en els quals es parla es troba en situació de bilingüisme social amb el castellà.

### Distribució geogràfica

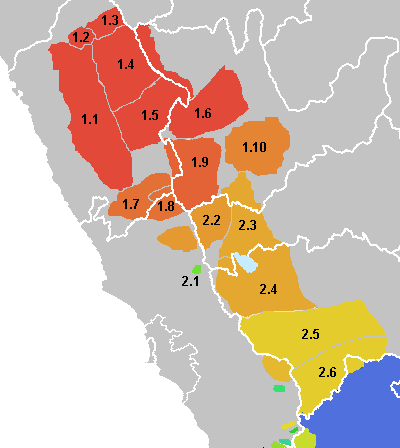
Àrea de difusió del Quítxua I, l'àrea 1.1 pertany al quítxua de Huaylas.

Segons l'article 48 de la constitució política del Perú el quítxua de Huaylas és oficial en la zona on predomini al Perú.

### El quítxua de Huaylas com a llengua materna

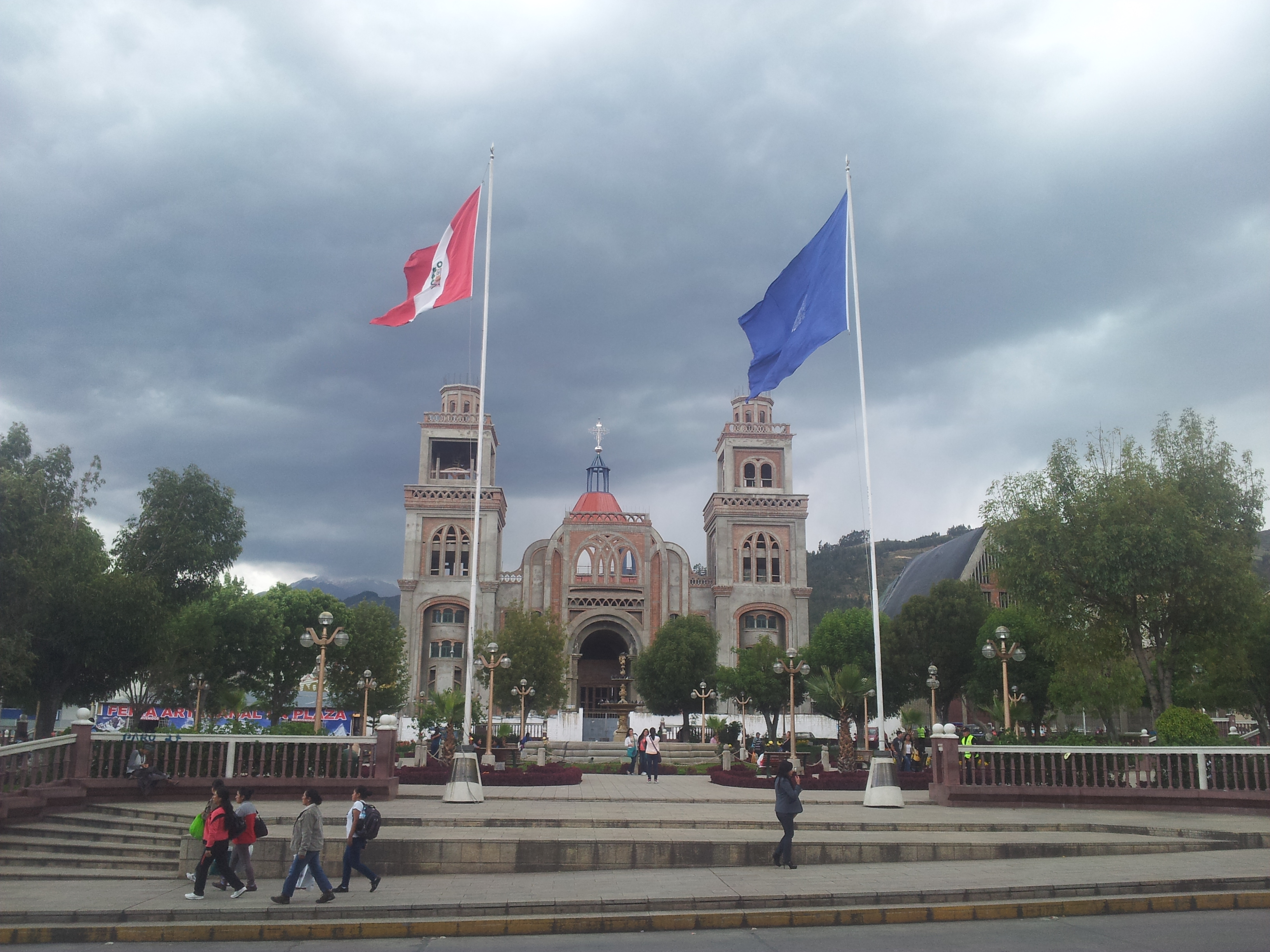
Plaza de Armas de Huaraz principal ciutat en l'àmbit lingüístic del quítxua de Huaylas.

Els quítxua parlants del Callejón de Huaylas són aproximadament 1 milió de parlants, en el Departament d'Ancash a les províncies de Recuay, Huaraz, Carhuaz, Yungay i Huaylas.

### Dialectologia
El quítxua de Huaylas té tres dialectes:
- Huaras, parlat a la Província de Huaraz i voltants.
- Yungay, parlat a la Província de Yungay i voltants.
- Huaylas, parlat a la Província de Huaylas i voltants.

## Classificació
Les varietats del quítxua de Huaylas pertanyen a la branca Quítxua I de la família de llengües homònima. ertanyen a un continu dialectal estès en la Sierra central peruana des de Áncash pel nord fins a les províncies de Castrovirreyna i Yauyos al sud.

## Difusió

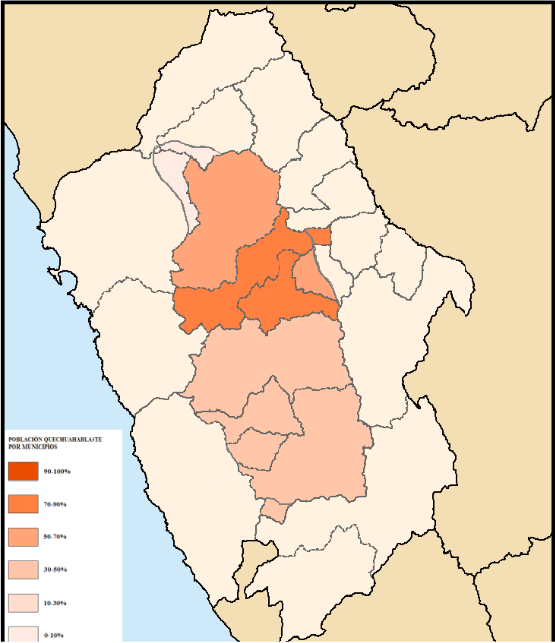
Distribució geogràfica de les persones la llengua materna de les quals és el quítxua de huaylas per províncies.

El quítxua de Huaylas és parlat en gran part del Callejón de Huaylas -
Actualment, la constitució peruana estipula que les Llengües quítxues, com altres llengües nacionals, és «oficial en les zones on predomini» al costat del castellà.
- Perú
- Perú
  -  A la Provincia de Huaylas el quítxua de Huaylas hi és parlat pel 57,8% de la població.[5]
  -  A la Provincia de Huaraz el quítxua de Huaylas és parlat pel 37% de la població.[5]
  -  En la Província de Carhuaz el quítxua de Huaylas és parlat pel 74% de la població.[5]
  -  A la Província de Yungay el quítxua de Huaylas és parlat pel 73,6% de la població.[5]
  - A la Província de Recuay el quítxua de Huaylas és parlat pel 37,5% de la població.[5]
  -  En la Província de Aija el quítxua de Huaylas és parlat pel 38,5% de la població.[5]

## Descripció lingüística

### Fonologia
|   | Segment | Monoptongació                | Exemple  | Exemple  | Traducció        |
| ɐ | /aj/    | [eː]                         | /ajwaj/  | [eːweː]  | anar             |
| ɐ | /aw/    | [oː]                         | /jaw/    | [joː]    | hey              |
| ɪ | /ij/    | [iː] (en tots els dialectes) | /purij/  | [pʊɾiː]  | caminar          |
| ɪ | /ɪː/    | [eː]                         | /pʊriː/  | [pʊɾeː]  | [jo] camí        |
| ʊ | /ʊj/    | [iː]                         | /tiːpʊj/ | [tiːpiː] | bategar –el cor– |
| ʊ | /ʊː/    | [oː]                         | /ʊɾkʊː/  | [ʊɾkoː]  | el meu front     |

|            | Bilabial | Bilabial | Alveolar | Alveolar | Postalveolar | Postalveolar | Retroflexa | Retroflexa | Palatal | Palatal | Velar | Velar | Uvular | Uvular | Glotal | Glotal |
| ---------- | -------- | -------- | -------- | -------- | ------------ | ------------ | ---------- | ---------- | ------- | ------- | ----- | ----- | ------ | ------ | ------ | ------ |
| Nasal      |          | m        |          | n        |              |              |            |            |         | ɲ       |       |       |        |        |        |        |
| Oclusiva   | p        | (b)      | t        | (d)      |              |              |            |            |         |         | k     | (g)   | q      | q      |        |        |
| continuant | (ɸ~f)    |          | s        |          | ʃ            |              |            | (ʐ)        |         | j       |       | w     | q      | q      | h      |        |
| Africada   |          |          | t͡s*      |          | t͡ʃ*          |              |            |            |         |         |       |       |        |        |        |        |
| Lateral    |          |          |          | l        |              |              |            |            |         | ʎ       |       |       |        |        |        |        |
| Vibrant    |          |          |          | ɾ        |              |              |            |            |         |         |       |       |        |        |        |        |

#### Fonotàctica
Les síl·labes del quítxua tenen per nucli una única vocal monoptonga. Per regla general, accepten una consonant en posició de atac (principi de síl·laba), així mateix en la coda (fi de síl·laba) quan la vocal és curta. No obstant això, en els préstecs més recents del castellà es poden acceptar fins a dues consonants en atac, especialment amb consonants líquides; per exemple, /tɾa.ba.ha-/. Torero i Parker van denominar com a síl·labes curtes aquelles que contenen una vocal curta no travada i com a síl·labes llargues les que tinguin una vocal llarga o concloguin amb una consonant.
Les síl·labes amb vocals allargades no poden acabar amb una consonant; és així que quan ocorren seqüències fonèmiques del tipus /V:-C/ es resolen escurçant la vocal. Per exemple, /miku-jkaː-n/ → /la meva.kuj.kan/ (està menjant). S'exclou també l'ocurrència de hiats excepte en els casos on /h/ es presenta muda en posició intervocàlica.

#### Prosòdia
L'accentuació no és un element de distinció semàntica; no obstant això, el Quítxua de Huaylas, com tots els quítxues centrals, presenta un sistema prosòdic complexos i poc estudiat. El accent lèxic sol estar determinat per la composició fonemàtica de les síl·labes. Torero va descriure per la varietat del Callejón de Huaylas que l'accent solia recaure el penúltima síl·laba quan la paraula mancava d'una síl·laba llarga en posició no final. Aquestes mateixes síl·labes llargues atraurien l'accentuació. D'altra banda, per a Parker En aquesta regió, la posició de les paraules respecte de la pausa o final de clàusula jugava un rol important. Així, el parlant accentua regularment les paraules en la primera síl·laba de cada paraula excepte la final de clàusula; aquesta s'accentua en la síl·laba llarga no final.
Les interjeccions reben l'accentuació i una elevació lleugera del to de veu en les seves síl·labes finals. Els allargaments vocàlics en final de paraula també atreuen l'accent.
/piqa-:/ [pe'qa:].

### Gramàtica
Com tots els quítxua, és una llengua aglutinant, és a dir, que forma paraules mitjançant l'addició de diversos afixs als seus arrels. En aquest cas específic, s'usen exclusivament sufixs ja siguin flexius o derivatius, havent-hi molt pocs lexemes que no admeten sufixos com a interjeccions o fàtiques, com yaw ('sent!', 'hola') i les expressives, com alalaw ("quin fred!"), atataw ("que lleig!"), ananaw (quin cansament!), etcètera. A més, és del tipus SOV (Subjecte Objecte Verb).

#### Morfologia
Les arrels nominals del quítxua admeten sufixos flexius de número, persona i cas. Per exemple, amb l'arrel haka ("cuy"):
hakakuna: cuyes (número)
hakayki: el teu cuy (persona)
hakawan: amb cuy (cas)
qampa hakaykikunawan: amb els teus cuyes.
Les arrels verbals admeten amalgames de número i persona, sufixos de temps, de subordinació, de condicionalitat i de imperativitat. Per exemple, amb l'arrel miku- ("menjar"):
mikui: menjar o menja (infinitiu o imperatiu segona persona), també s'usa r:miku-r: menjar
mikunki: tu menges (número i persona)
mikurqayki: tu vas menjar (temps passat)
mikuptiyki: si menges... (condicionalitat)
El quítxua posseeix una gran quantitat de sufixos derivatius. El canvi de categoria gramatical ocorre en dos sentits contraris: la nominalització i la verbalització.
- qillay (plata) → qillayyuq ("el que posseeix plata", platudo).
- yaku (aigua) → yakuna(i)- ("tenir set", verbalització)
- puri- (caminar) → puriq, més usual purikuq ("caminant", errant: nominalització)
- kuti- (tornar) → kutichi ("regresador gairebé maniàtic")
- kuka (coca) → kukakamuy- ("anar a comprar coca", verbalització)
- Allqunnaqpipí allim kawakullaa imaypis kikillaanapis: 'encara que ja solet, viu sempre bé fins sense gos'.

L'ús de determinats sufixos pot determinar l'afectivitat de l'expressió.
- Piwan aywan? Amb qui va?
- Piwanraq aywan? " Amb qui pot anar?" (inquiet).
- Pillawanraq aywan?; Piwanraq aywallan? "Si us plau, amb qui va?" (molt inquiet).

Els sufixos verbals -ykU i -llaa poden afegir un sentit de deferència. En les següent frases de la manera imperativa, "assegui's" té diferents connotacions:
- hamay, ordre directa (Seu).
- hamaykui, o hamaykamui, invitació.
- hamaykullai, o hamaykallaamui, invitació afectuosa ("seu, si us plau").

#### Frase substantiva
La frase substantiva en el quítxua ancahsino té dues estructures fixes, on els seus diversos components poden ser omeses depenent el context: La primera consta exclusivament d'un pronom i la segona de diversos components amb un nom o substantiu com a nucli.
| nuqa      | jo                     |
| qam       | tu                     |
| pay       | ell, ella,             |
| nuqantsik | nosaltres (as) (incl.) |
| nuqakuna  | nosaltres (as) (excl.) |
| qamkuna   | vostès                 |
| paykuna   | ells (as)              |

| 8 | nom (nucli)                                     |
| 7 | nom(s) (atributiu(s))                           |
| 6 | adjectiu(s)                                     |
| 5 | pre-adjectiu {aysi, allaapa, llumpay, mes, may} |
| 4 | negació {raja}                                  |
| 3 | frase numeral                                   |
| 2 | quantificador {llapan, atska(q), chipya (t)}    |
| 1 | pronom demostratiu                              |

#### Enclítics
L'actitud o la certesa del parlant respecte a la informació donada s'expressa per mitjà dels sufixos enclítics (= tsuyapaq qipapa), afixos que modifiquen virtualment qualsevol paraula. Per exemple, amb yaykurqan (ell/ella va entrar):
- yaykurqanel meu (sabut personalment)
- yaykurqanshi (conegut per uns altres)
- yaykurqanaanchi (conjectura feble)
- yaykurqanchaa (conjectura forta)
- yaykurqantsu (negació)
- yaykurqanku (indagació, interrogació)

#### Sintaxi
Sintaxi en quítxua = shimipatsatsiq. El quítxua és una llengua SOV
Mitsiqkunaqa waynutam takiykaayan = Els pastors estan cantant huaino.
Com sol ocórrer en aquesta mena de llengües, una paraula sol fer-se adjectiu en anteposar-se a un substantiu o adverbi en fer-ho davant un verb
- wawa (bebè) + wayi (casa) → wawa wayi (casa de bebès, llar d'infants)
- chunka (deu) + flama (flama) → chunka llama (deu llames)
- raja (no) + munaa (jo vull) → manam munaatsu (no vull)

- Washku kanku (hi ha glop?): 1. Manam kantsu 2. kantaqku ("no hi ha") 3. kantaaku ("no hi ha" -en regió trasandina-)

Quan es connecten dos substantius, el primer actua com a 'qualificador' i el segon com a 'nucli fraseal'. En el cas d'adjectiu i substantiu, l'adjectiu sempre va a l'esquerra.
- Aswa puyñu: càntir per a chicha; ñumya puyñu: càntir on es guarda ñumya (varietat de fesol).Ichik puyñu: càntir petit.
- Huk puyñu aswa: un càntir de chicha; mulli aswa: chicha de molle. Yuraq aswa: chicha blanca.Puyñu aswa: chicha de (en) càntir. Aluniira aswa: chicha de la galonera.[9][10]

D'altra banda, el sufix -qa (tòpic) marca sigui el subjecte o l'objecte segons el context.Quan sufija a un substantiu-arrel, es pot traduir usant els articles: el, la, els, les.
Yayaaqa akshutam mikurqan. (El meu papà va menjar papa; ressalta l'acció del subjecte). Respondria a què va menjar el teu pare?
Yayaami akshutaqa mikurqan. (El meu pare va menjar la papa; destaca l'objecte, l'actor no va ser un altre que el pare). Contestaria a qui va menjar la papà?
Chiiqusqa waqaykachan. (El gripauet està que rauca). Kuchikunaqa allaapa mikun (els chanchos mengen molt)
No hi ha veu passiva, segons Gary Parker, qui suggereix una "veu semipassiva"

## Julio Chávez

Quipus inques

El primer inventari de lletras per al Quítxua de Huaylas deriva de l'Alfabet Bàsic General del Quítxua establert en 1975 pel Ministeri d'Educació mitjançant Resolució Ministerial núm 4023-75-ED. Aquest constava d'un alfabet llatí com va establir un patró extra per a representar l'africada alveolar com ⟨ts⟩ i les vocals llargues com a dobles, heretant de l'espanyol les grafies ⟨ñ⟩ per a la nasal palatal i el dígraf ⟨ch⟩ per a l'africada palatal. Posteriorment, en 1985, es va modificar la norma sol parell reduir a tres els signes vocàlics, eliminant per al ancashino les representacions ⟨e⟩, ⟨ee⟩, ⟨o⟩, ⟨oo⟩ de la seva escriptura.
| Lletres             | A   | AA   | CH   | H   | I   | II   | K   | L   | LL  | M   | N   | Ñ   | P   | Q   | R   | S   | SH  | T   | TS   | U   | UU   | W   | Y   |
| Valor fonèmic (AFI) | /a/ | /aː/ | /t͡ʃ/ | /h/ | /i/ | /iː/ | /k/ | /l/ | /ʎ/ | /m/ | /n/ | /ɲ/ | /p/ | /q/ | /ɾ/ | /s/ | /ʃ/ | /t/ | /t͡s/ | /u/ | /uː/ | /w/ | /j/ |

Per a alguns préstecs de l'espanyol, es fan ús d'un grup de consonants particular. Exemple ''burriku chinchuu'' una varietat de chincho (Tagetes).
| Lletres             | B   | D   | F   | G   | RR  |
| Valor fonèmic (AFI) | /b/ | /d/ | /ɸ/ | /g/ | /ʐ/ |

### Mostra de text
| «                                                     | Mayqan nunapis manam pipa sirwiqnin nuna kananpaqtsu yurikushqa. Y nuna karninmi mayqan nunapis huk laayatsu kayanman dirichunkunachawpis. Y yarpachakuyta yacharninmi y allita mana allita shunqunkunachaw maakurninmi nunakuna hukninta wiyanakur kayanman. | Tots els éssers humans neixen lliures i iguals en dignitat i drets i, dotats com estan de raó i consciència, han de comportar-se fraternalment els uns amb els altres. | » |
| — Article 1r, Declaració universal dels drets humans. | | |   |

### Literatura bilingüe
- Yauri Montero, Marcos: Puerta de la Alegría (2006) Editorial Universitaria de URP. ISBN 9972-236-02-1.
- Espinoza, Néstor: Poemas andinos (2010) Lima. Impreso en Perú. ISBN 9972-688-27-5
- Frasnelli Tarter, Dante, OSJ,(editor) : Señor Jesucristopa alli willacuynin/ Nuevo Testamento",(2001) ediciones de "La Liga Bíblica", Huarí, Áncash Perú.
- Neyra Valverde, Elmer: poemario Rumi shanka (1996) y Qanchisqocha edición bilingüe (2011), con depósitos legales en la BNP.